# مركز العدل للمساعدة القانونية
مركز العدل للمساعدة القانونية JCLA هو منظمة غير ربحية وغير حكومية مقرها الأردن تأسس عام 2008 ومسجلة لدى سجل الجمعيات الأردنية.

## التأسيس والانتشار
منذ تأسيسه في عمان، توسع مركز العدل للمساعدة القانونية من فرع مساعدة قانونية واحدة في عمان إلى 21 فرع في جميع محافظات البلاد الأردن. مركز العدالة للمساعدة القانونية هو أول منظمة للمساعدة القانونية تم تأسيسها في الأردن، وهو بلد يضم 13 منظمة نشطة تقدم المساعدة القانونية. يدافع المركز عن عدد أكبر من العملاء مقارنة بالمنظمات الـ 12 الأخرى مجتمعة. 
يقدم المركز شهريًا استشارات قانونية لحوالي 375 مستفيد، واستشارات قانونية لحوالي 150 مستفيد في 200 حالة، وجلسات توعية لحوالي 3600 مواطن معرض للخطر. ويشكل المواطنون الأردنيون ما يقرب من 80% من المستفيدين من خدمات المركز، وما بين 60 و70% منهم من النساء اللاتي يواجهن صعوبات مالية 

## الخدمات
يعقد المركز جلسات توعية وحملات إعلامية موجهة لسكان الأردن، تهدف إلى تثقيفهم حول حقوقهم وواجباتهم وفقًا للقانون. كما يوفر المساعدة القانونية للأفراد الذين لا يستطيعون تحمل تكاليف محامٍ خاص. منذ عام 2017، تعامل المركز مع ما يقارب 2000 حالة قانونية سنويًا، إلى جانب تقديم حوالي 5000 استشارة قانونية سنويًا. بالإضافة إلى ذلك، ينظم المركز أكثر من 1600 محاضرة توعوية سنويًا بالتعاون مع شركاء حكوميين وغير حكوميين. تشمل المساعدة القانونية المقدمة من المركز تقديم الاستشارات المتعلقة بالقضايا الجنائية والنزاعات المدنية، بالإضافة إلى المساعدة في تسجيل وثائق الميلاد والوفاة والزواج، مما يسهم في تمكين الأفراد من الوصول إلى الخدمات الحكومية.
لدى المركز برامج لدعم المهاجرين واللاجئين والنساء والأحداث وضحايا الاعتداء المنزلي والأشخاص ذوي الإعاقة. ويوفر التمثيل القانوني والمساعدة في القضايا المدنية والجنائية وقضايا قانون الأسرة ضمن الشريعة الإسلامية.

## الداعمون
لدى مركز العدل أكثر من 70 شراكة إحالة مع وكالات تحيل المستفيدين إلى خدمات المساعدة القانونية التي يقدمها عبر 74 موقع. وتشمل هذه الشراكات الوكالات الحكومية (مثل وزارة العدل، ووزارة التنمية الاجتماعية، ومديرية الأمن العام) وكذلك المنظمات غير الحكومية (مثل المجلس النرويجي للاجئين، وبرنامج مساعدة اللاجئين العراقيين، ورواد التنمية، وتكية أم علي) والمجلس الوطني لشؤون الأسرة.

## روابط خارجية
- الموقع الرسمي